# Helgums kyrka
Helgums kyrka är en kyrkobyggnad i Sollefteå kommun. Den är församlingskyrka i Helgums församling, Härnösands stift.

## Kyrkobyggnaden
Tidigare kyrka på platsen var troligen från senmedeltiden. Nuvarande stenkyrka uppfördes åren 1786-1790 av byggmästaren Pål Persson i Stugun, Jämtland. Kyrkan består av långhus med kor och sakristia i öster samt torn i väster.

## Inventarier
- Predikstolen är tillverkad 1806 av Nils Dahlqvist från Nora. Under 1800-talets första hälft satt den över altaret.
- Dopfunten av ljus sandsten bär årtalet 1940 och är ritad av Erik Fant.
- Altartavlan är målad 1815 av Gustav Erik Hasselgren och inköpt från Sankt Jacobs kyrka i Stockholm 1840-1841. Tavlan sitter i en altaruppställning som är tillverkad 1843.

## Kyrkogården
På kyrkogården finns statsrådet och bondeförbundsledaren Gunnar Hedlunds i Rådom grav.